# Dawid Murawa
Dawid Paweł Murawa (ur. 1 października 1975 w Poznaniu) – polski chirurg ogólny, chirurg onkolog, dr hab. nauk medycznych.

## Życiorys
W latach 1990–1994 uczęszczał do VI Liceum Ogólnokształcącego im. Ignacego Jana Paderewskiego w Poznaniu, a w 1995 podjął ukończone w 2001 studia medyczne w Akademii Medycznej im. Karola Marcinkowskiego w Poznaniu. 10 marca 2004 obronił pracę doktorską Odległa ocena jakości życia chorych po całkowitej resekcji żołądka z powodu raka z uwzględnieniem zmian morfologicznych okolicy zespolenia przełykowo-jelitowego, 18 kwietnia 2012 habilitował się na podstawie dorobku naukowego i pracy zatytułowanej Chirurgiczne leczenie oszczędzające w raku gruczołu piersiowego w połączeniu ze śródoperacyjną radioterapią – nowe wyzwanie dla chirurgii.
Objął funkcję profesora nadzwyczajnego w Wyższej Szkole Zdrowia, Urody i Edukacji w Poznaniu oraz w Katedrze Chirurgii i Onkologii na Wydziale Lekarskim i Nauk o Zdrowiu Uniwersytetu Zielonogórskiego.
Piastuje stanowisko kierownika Katedry Chirurgii i Onkologii Wydziału Lekarski i Nauk o Zdrowiu Uniwersytetu Zielonogórskiego, Kierownika Kliniki Chirurgii Ogólnej i Onkologicznej Szpitala Uniwersyteckiego w Zielonej Górze. W latach 2015–2019 był rektorem Wyższej Szkoły Zdrowia, Urody i Edukacji w Poznaniu, w latach 2004–2017 był pracownikiem Wielkopolskiego Centrum Onkologii im. Marii Skłodowskiej-Curie. W okresie 2017–2019 kierownik Oddziału Chirurgii Szpitala Pomnik Chrztu Polski w Gnieźnie. Obecnie poza kierowaniem Kliniką Chirurgii szpitala w Zielonej Górze jest konsultantem Oddziałów Chirurgii Szpitali w Pleszewie oraz Środzie Wielkopolskiej. W maju 2020 objął funkcję prezesa Polskiego Towarzystwa Chirurgii Onkologicznej (od 2018 był prezesem elektem). 
W latach 2005–2006 stypendysta Berliner Krebsgesellschaft w Klinice Chirurgii Uniwersytetu Charite w Berlinie (prof. PM Schlag), 2011 stypendysta European Society of Surgical Oncology w Klinice Chirurgii Bremen Mitte (prof. Th Lehnert). 
Laureat wielu nagród, członek licznych towarzystw naukowych. Autor kilkuset publikacji i wykładów z zakresu chirurgii onkologicznej przewodu pokarmowego oraz gruczołu piersiowego.
Należał do Platformy Obywatelskiej. Z listy Koalicji Obywatelskiej bez powodzenia kandydował w 2018 do Sejmiku Województwa Wielkopolskiego i w 2019 do Sejmu. Jako bezpartyjny w 2023 startował bezskutecznie do Sejmu z ramienia Nowej Lewicy. W 2024 z listy Lewicy uzyskał mandat radnego sejmiku i bezskutecznie ubiegał się o mandat w Parlamencie Europejskim.
Od 10 lutego 2025 pełni funkcję dyrektora Szpitala Wojewódzkiego w Poznaniu. Równocześnie zrzekł się mandatu radnego, aby móc objąć to stanowisko.

## Publikacje
- 2006: Long-term consequences of total gastrectomy: quality of life, nutritional status, bacterial overgrowth and adaptive changes in esophagojejunostomic mucosa[1]
- 2008: Zmiany w farmakokinetyce leków doustnych po zabiegach resekcyjnych na żołądku[1]
- 2008: Positive correlation between cyclooxygenase 2 and the expression of ABC transporters in non-small cell lung cancer[1]
- 2015: Expression of 17β-hydroxysteroid dehydrogenase type 2 is associated with some clinicopathological features in gastric cancer[1]
- 2017: Wound fluids affect miR-21, miR-155 and miR-221 expression in breast cancer cell lines, and this effect is partially abrogated by intraoperative radiation therapy treatment[1]
- 2018: Wound fluids collected from patients after IORT treatment activates extrinsic apoptotic pathway in MCF7 breast cancer cell line[1]